# Serra de Gàdor
La Serra de Gàdor, Sierra de Gádor, és una serralada de 52 km de llargada situada a l'extrem sud-occidental de la província d'Almeria a Espanya. Pertany als sistemes Bètics, en concret la Serralada Penibètica. El seu cim més alt és a 2.249 metres (cim del morrón de la Lagunilla).
Limita al nord amb Serra Nevada, al sud amb el mar Mediterrani, a l'est amb sierra Alhamilla i a l'oest amb la sierra de la Contraviesa. Al seus peus es troba la comarca del Poniente Almeriense, tradicionalment anomenada Campo de Dalías.
S'estén pels termes municipals de Felix, Enix, Gádor, Alhama de Almería, Alicún, Huécija, Íllar, Instinción, Rágol, Fondón —incloent la pedania de Fuente Victoria—, Laujar de Andarax, Alcolea, —incloent la pedania de Darrícal—, Berja, Dalías i Vícar.

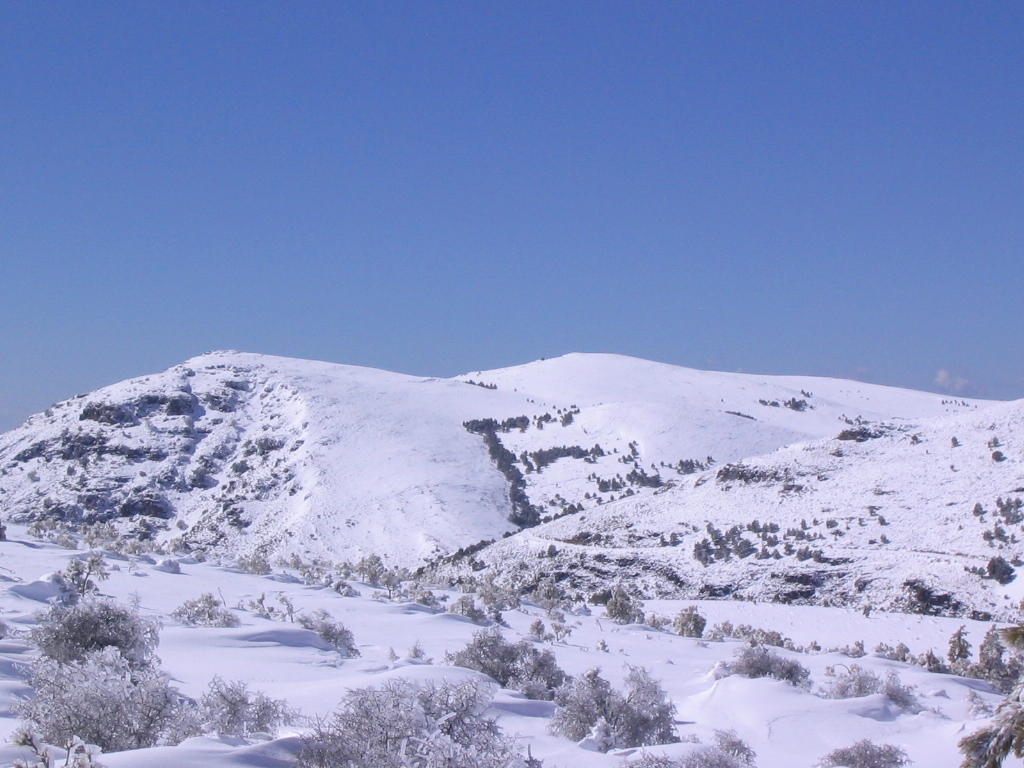
El Castillejo, 1997 msnm.

La seva zona principal, per sobre dels 1800 metres d' altitud, es coneix popularment com "El Pelao". En aquesta zona es troben els vestigis més meridionals a Espanya de glaceres i petites llacunes com la del Sabinal.
Hi ha en aquesta serralada nombroses restes d'antigues mines principalment de plom i de plata, abandonades en la segona meitat del segle xx.

## Flora
La serra de Gádor es troba molt desforestada, a excepció de la devesa Berja i el mont de Dalías”.
La major part de la serra està actualment poblada de matolls i amb gran quantitat d'endemismes:  Astragalus tremolsianus, Centaurea gadorense, Coronopus navasii, Lavatera oblonguifolia, Seseli intricatum i Thymus serphylloides ssp. gadorensis .